# Палаццо Бальби-Сенарега
Палаццо Бальби-Сенарега, или Палаццо Джакомо и Панталео Бальби (итал. Il Рalazzo Balbi-Senarega, Рalazzo Giacomo e Pantaleo Balbi) — историческое здание, расположенное на Виа Бальби, 4, в центре Генуи (Лигурия). Это один дворцов ансамбля Палацци-деи-Ролли («Дворцов по спискам»), расположенных вдоль «Новой улицы» (Le Strade Nuove), которые во времена Генуэзской Республики предназначались для приёма высокопоставленных гостей во время государственных визитов.
Здание входит в число сорока двух дворцов «Ролли», выбранных и объявленных ЮНЕСКО 13 июля 2006 года объектом Всемирного наследия. Благодаря своей архитектуре и обширному циклу фресок, Палаццо Бальби-Сенарега является одним из важнейших художественных памятников генуэзского барокко. Ныне в здании расположены отделения гуманитарных факультетов Генуэзского университета.

## История
Здание спроектировано в 1620-х годах для размещения двух одинаковых резиденций братьев, успешных банкиров Джакомо и Панталео Бальби. Архитектурная композиция была задумана между 1616 и 1620 годами строителем-комаском (из области Комо) Бартоломео Бьянко, автором основных зданий на улице Виа Бальби.
Бьянко не воспользовался приёмом размещения двух домов рядом, а совместил две квартиры таким образом, чтобы иметь возможность композиционно объединить всю поверхность дома. Бьянко создал двойной «благородный этаж» (piano nobile) для братьев Джакомо и Панталео Бальби. Входной портал, портик и монументальная лестница были общими. Своеобразная внутренняя планировка квартир видоизменяет планировку мезонинов, которые наложены на основные этажи и изначально предназначались для сдачи в аренду. На планах Рубенса, который специально изучал дворцы на Новой улице в книге «Дворцы Генуи» (Palazzi di Genova), начальный проект Бьянко изображён в виде замкнутого параллелепипеда, а вид фасада на Виа Бальби свидетельствует о том, что фасад дошёл до нас в неизменном виде.
Здание, унаследованное Франческо Марией Бальби (1619—1704), сыном Джакомо, было отремонтировано в период с 1645 по 1665 год архитектором Пьетро Антонио Корради, учеником Бьянко. При этом была несколько изменена композиция в сторону пространственности стиля барокко, воплощённой в колоннадах и перспективных видах. В 1645 году были приобретены близлежащие участки и создан нимфей с богатым скульптурным декором работы ломбардского скульптора Джан Баттисты Барберини. Он использовал камни, ракушки и лепнину для создания произведения, выражающего единение искусства и природы — один из принципов искусства барокко. На вершине живописного центрального водопада (не сохранился), который преломлялся в камнях и сталактитах, находилась статуя бога Нептуна верхом на морских конях-гиппокампах. В нимфее частично сохранились другие скульптуры, представляющие миф о похищении Прозерпины.
По всей протяжённости второго «благородного» этажа дворец украшен знаменитыми циклами фресок крупнейших генуэзских художников эпохи барокко: Валерио Кастелло, Доменико Пиолы, Джованни Андреа Карлоне, Грегорио де Феррари и болонского «квадратуриста» Паоло Броцци. Обширный декоративный цикл, который в основном уцелел, несмотря на ущерб, нанесённый во время бомбардировок Второй мировой войны, был заказан Франческо Марией Бальби в середине XVII века, чтобы прославить славу и богатство семьи посредством мифологических повествований. Маркиз Франческо Мария собрал во дворце выдающуюся коллекцию произведений искусства (не сохранилась), включая знаменитые произведения, такие как «Обращение Святого Павла» Караваджо.

## Интерьеры дворца
Первым украшением дворца стала «Галерея Похищения Персефоны» (Galleria del Ratto di Persefone), соединяющая два крыла здания с видом на внутренний двор с одной стороны и сад с другой. В основу композиции росписи положены два эпизода, объединённые присутствием мчащихся по небу колесниц: похищение Персефоны Плутоном, царём подземного мира (аллегория смены времён года), и падение Фаэтона, поражённого Юпитером. Основные эпизоды окружены сонмом богов, отсылающих к теме плодородия природы, приносящей благополучие и богатство, — символ процветания семьи Бальби.
Главный зал дворца именуется «Залом Колесницы Времени» (Sala del Carro del Tempo). По схеме, ранее созданной Пьетро да Кортоной в «Триумфе Божественного Провидения» в Палаццо Барберини в Риме (1639), плафон зрительно расширен в иллюзорном, типично барочном жанре «перспективы снизу вверх (под потолок)» (итал.  prospettiva di sotto in su) — роспись работы Валерио Кастелло и Андреа Сегицци (квадратура), представляющая колесницу Времени, которое превосходит земные богатство и славу.
Соседнее помещение, расположенное в углу здания, называется «Залом Мира» (Sala della Pace). Яркие краски соответствуют праздничной теме центральной фрески «Изобилие, Покой и Радость» (В. Кастелло). Три аллегории выделяются на фоне голубого неба в центре квадрифолия (четырёхлистника). Далее следуют «Зал Геркулеса» (Sala di Ercole) и «Зал с Аполлоном и музами» (Sala con Apollo e le Muse) с фресками Доменико Пиолы и Грегорио де Феррари.
«Галерея триумфов любви» (Galleria dei Trionfi d’Amore) расписана фресками в последнее десятилетие семнадцатого века Грегорио де Феррари с помощью его сына Лоренцо, возможно, по случаю свадьбы Франческо Марии Бальбилла и Кларисы Дураццо в 1693 году. На двери, ведущей на террасу, знаменитый девиз: «Omnia vincit Amor et nos cedamus amoris» (Всё побеждает любовь, и мы любви покоримся. Вергилий, Буколики, Эклога X).

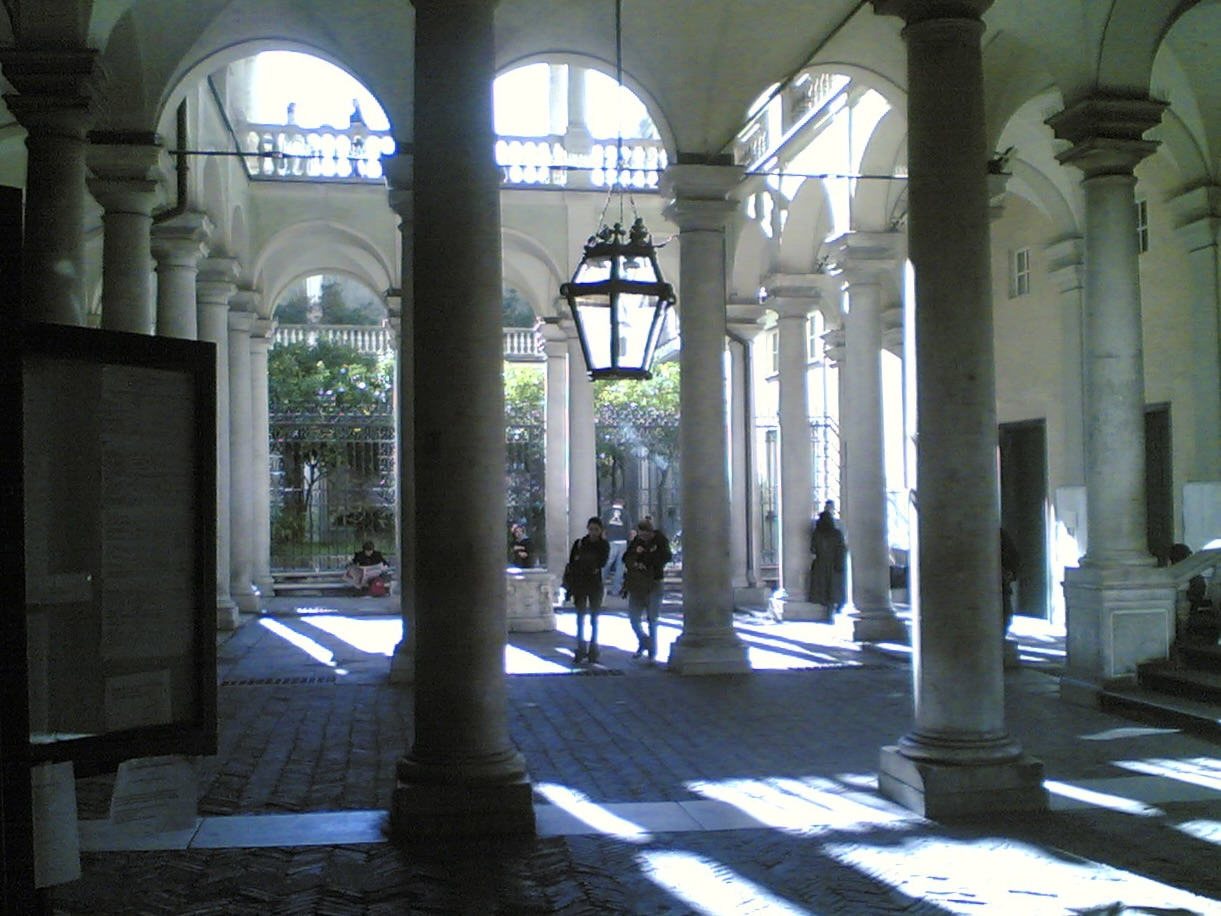
Вход в Палаццо (ныне факультет литературы Генуэзского университета)
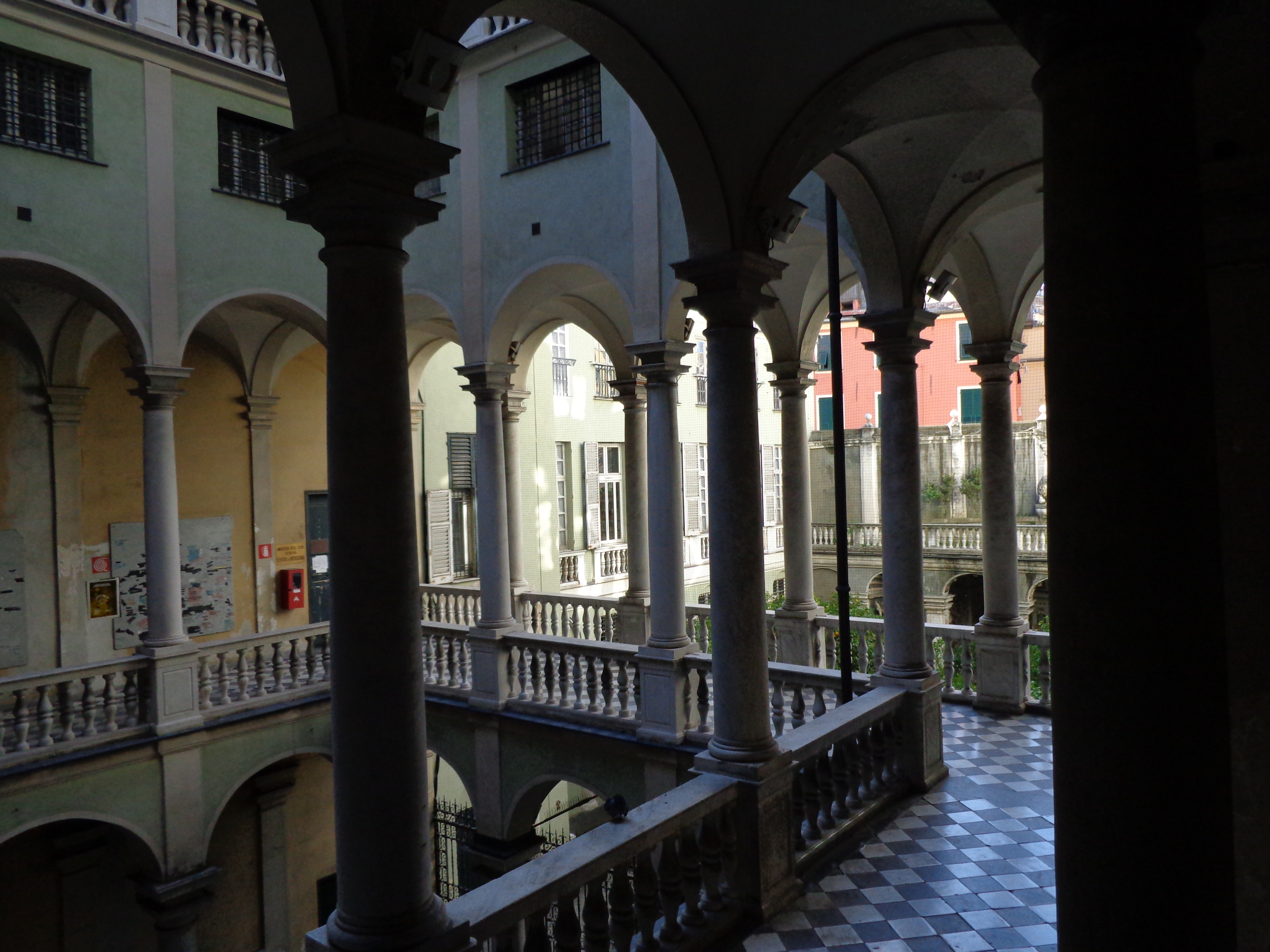
Галерея второго этажа
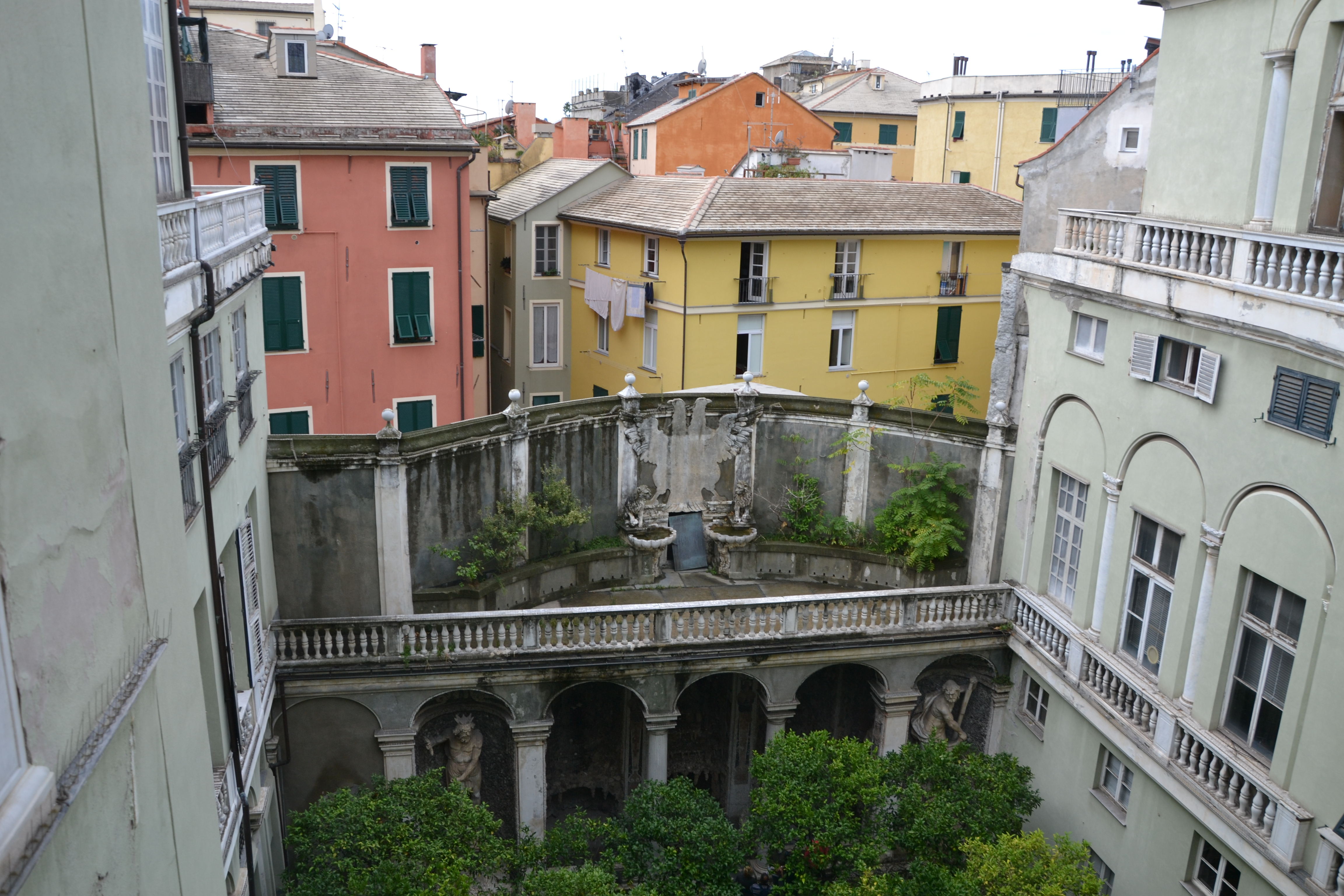
Кортиле (двор)
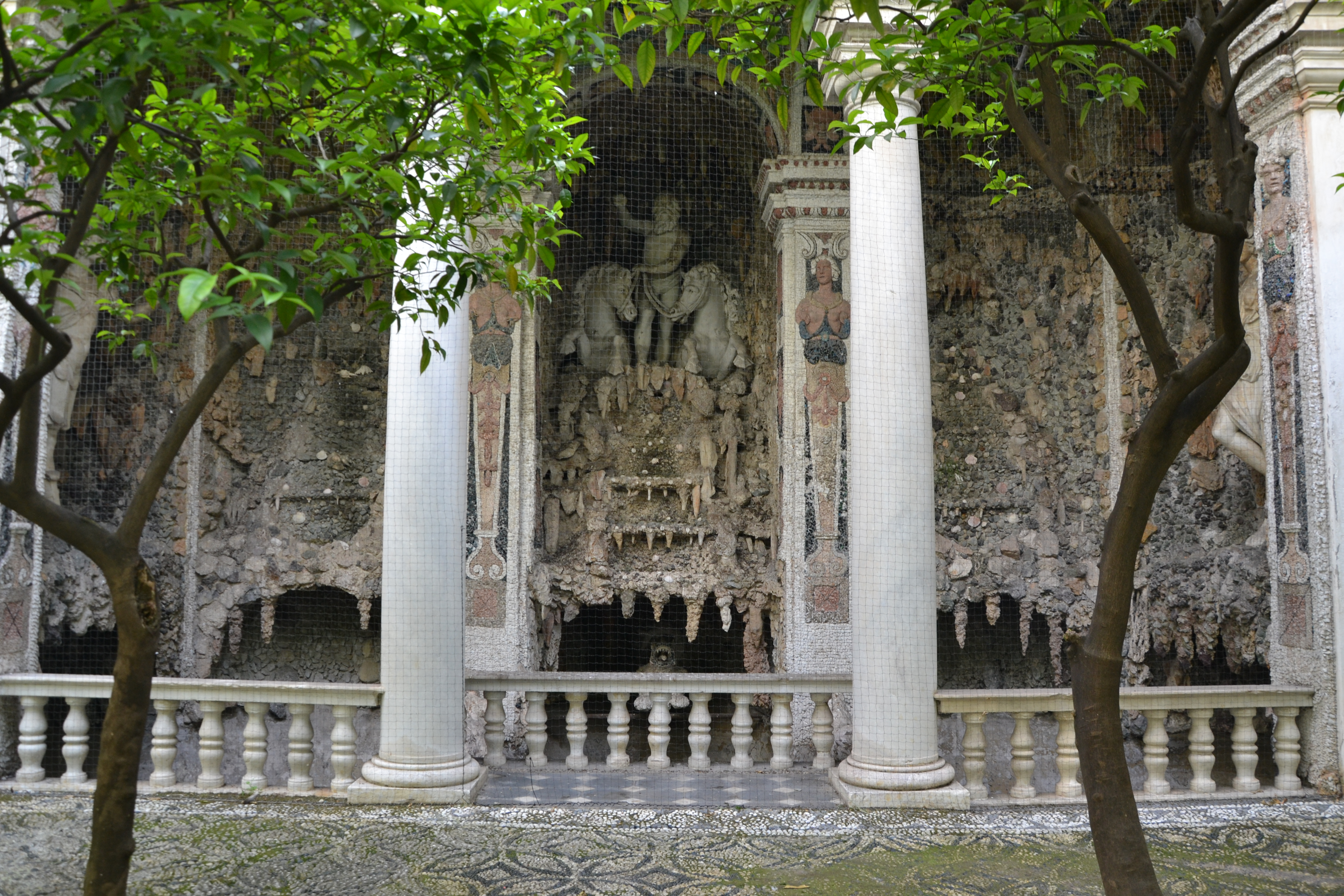
Нимфей
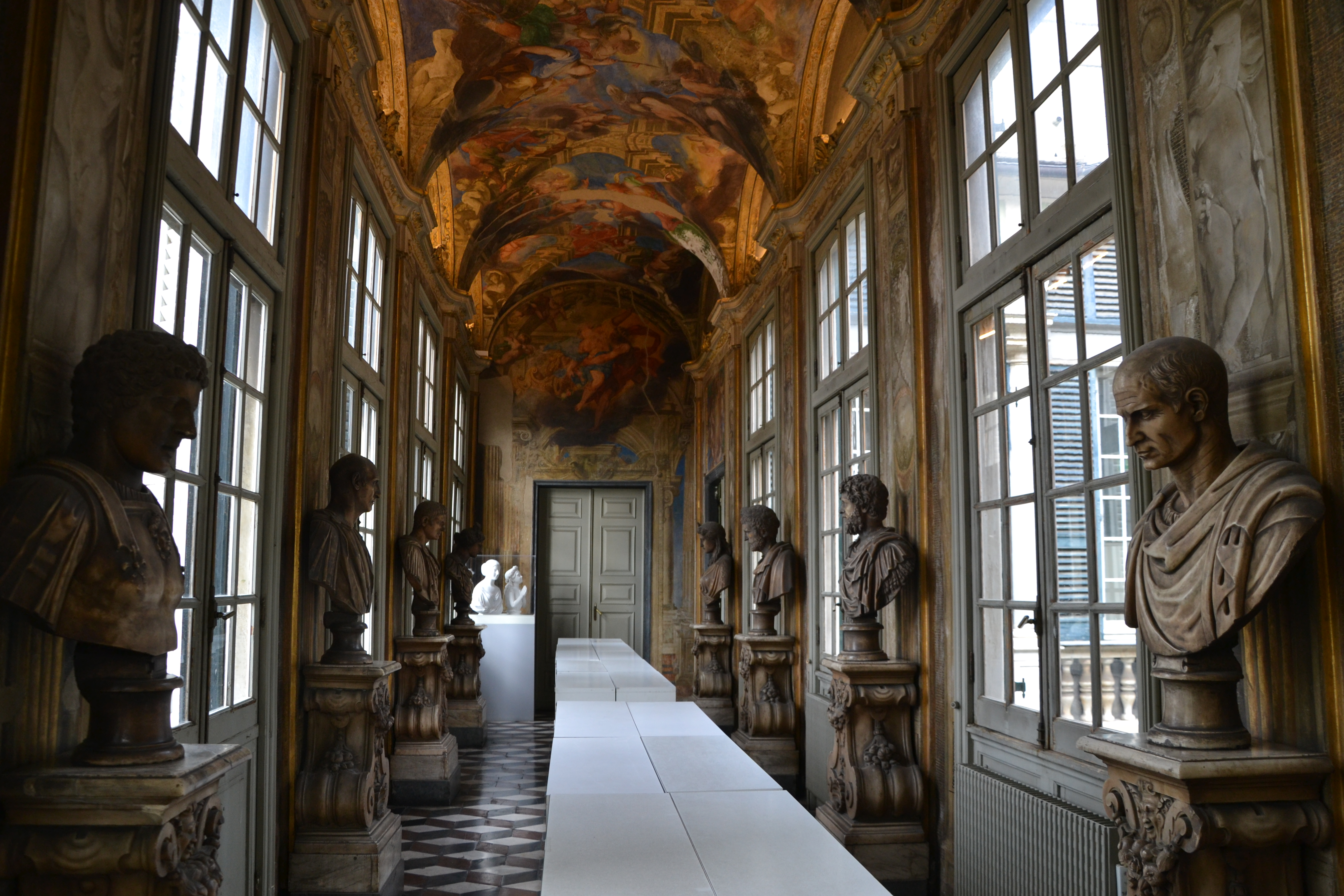
«Галерея Похищения Персефоны»
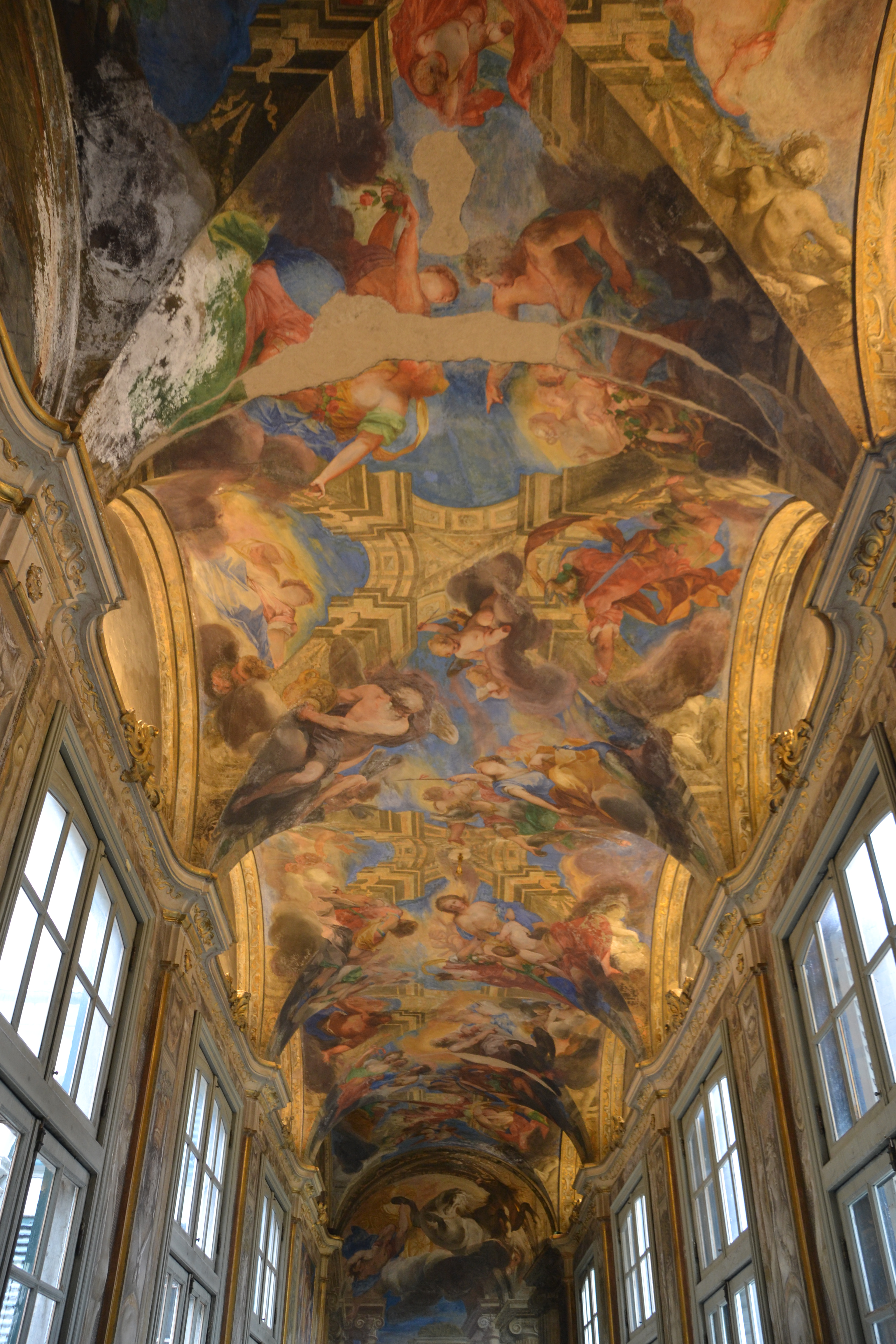
Плафон галереи
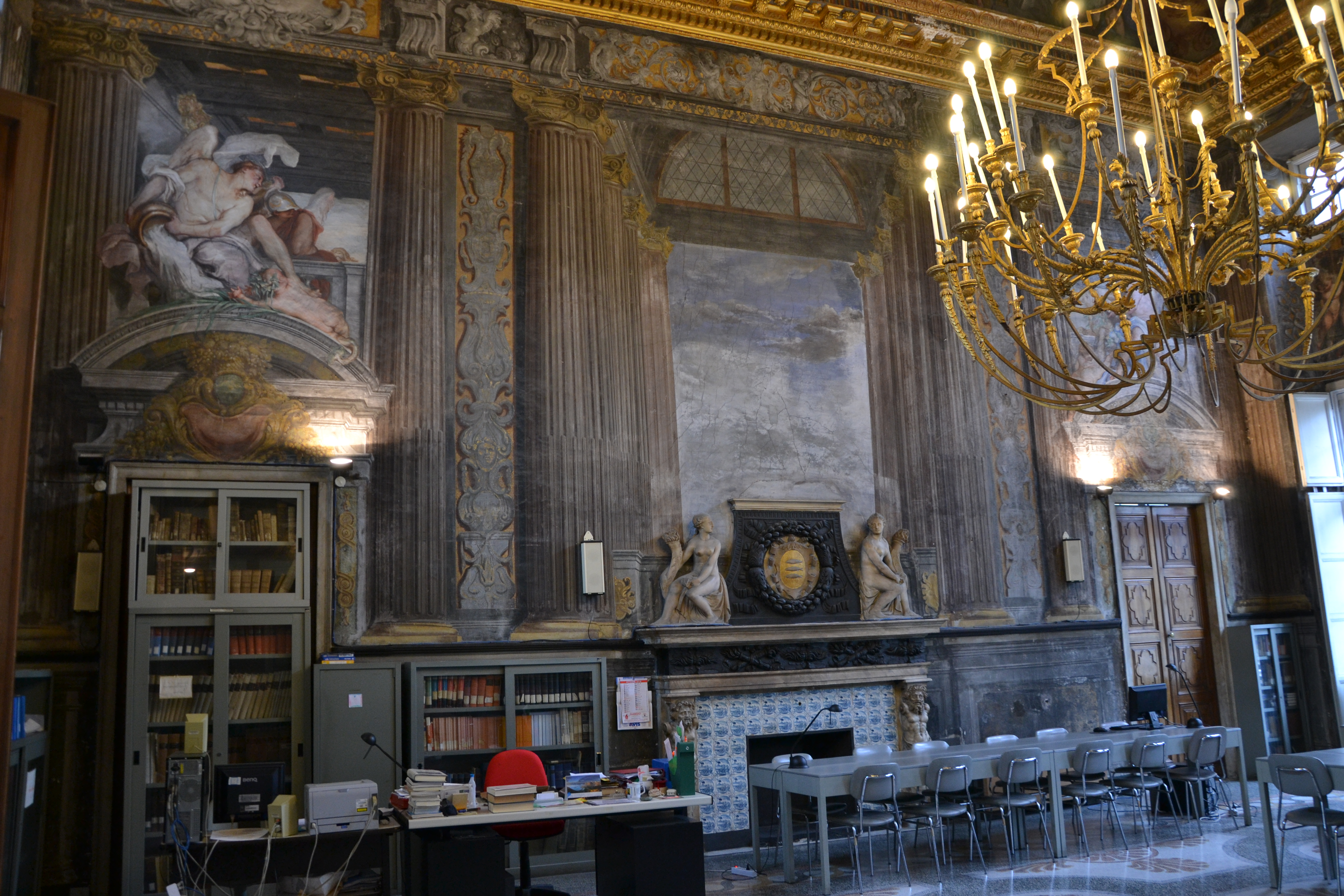
«Зал Колесницы Времени». Квадратура А. Сегицци
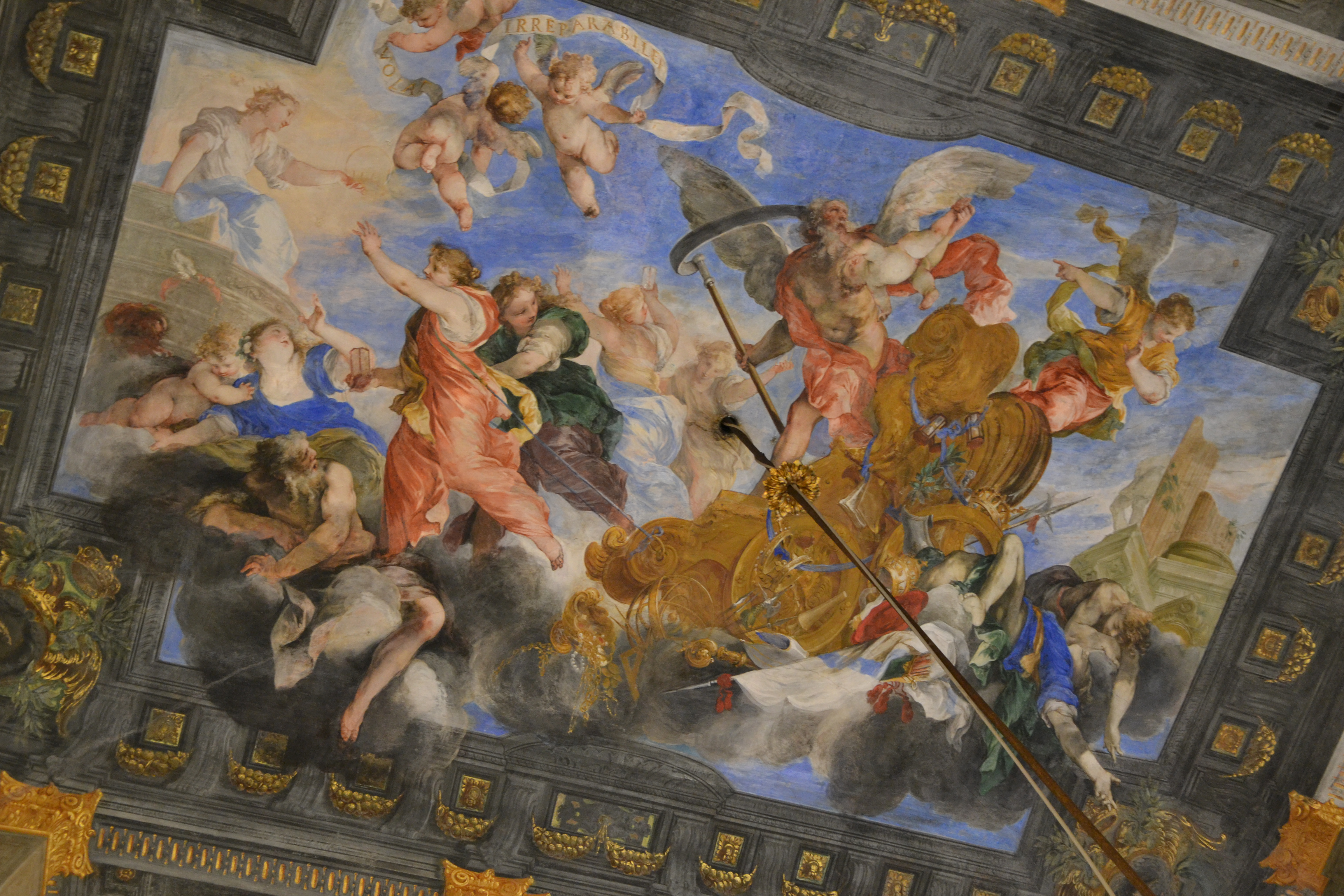
Плафон «Зала Колесницы Времени». 1654–1659. Валерио Кастелло
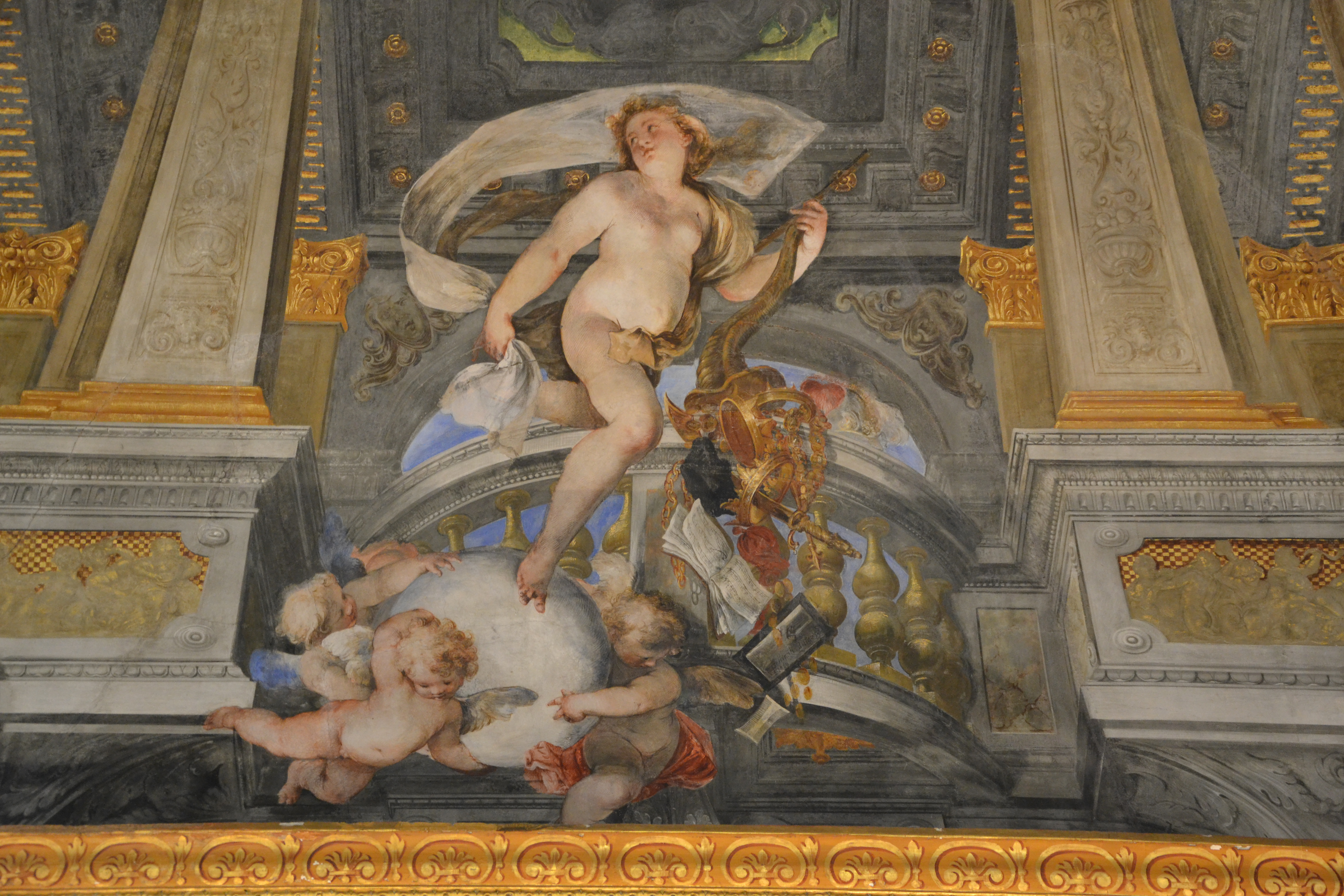
Деталь росписи
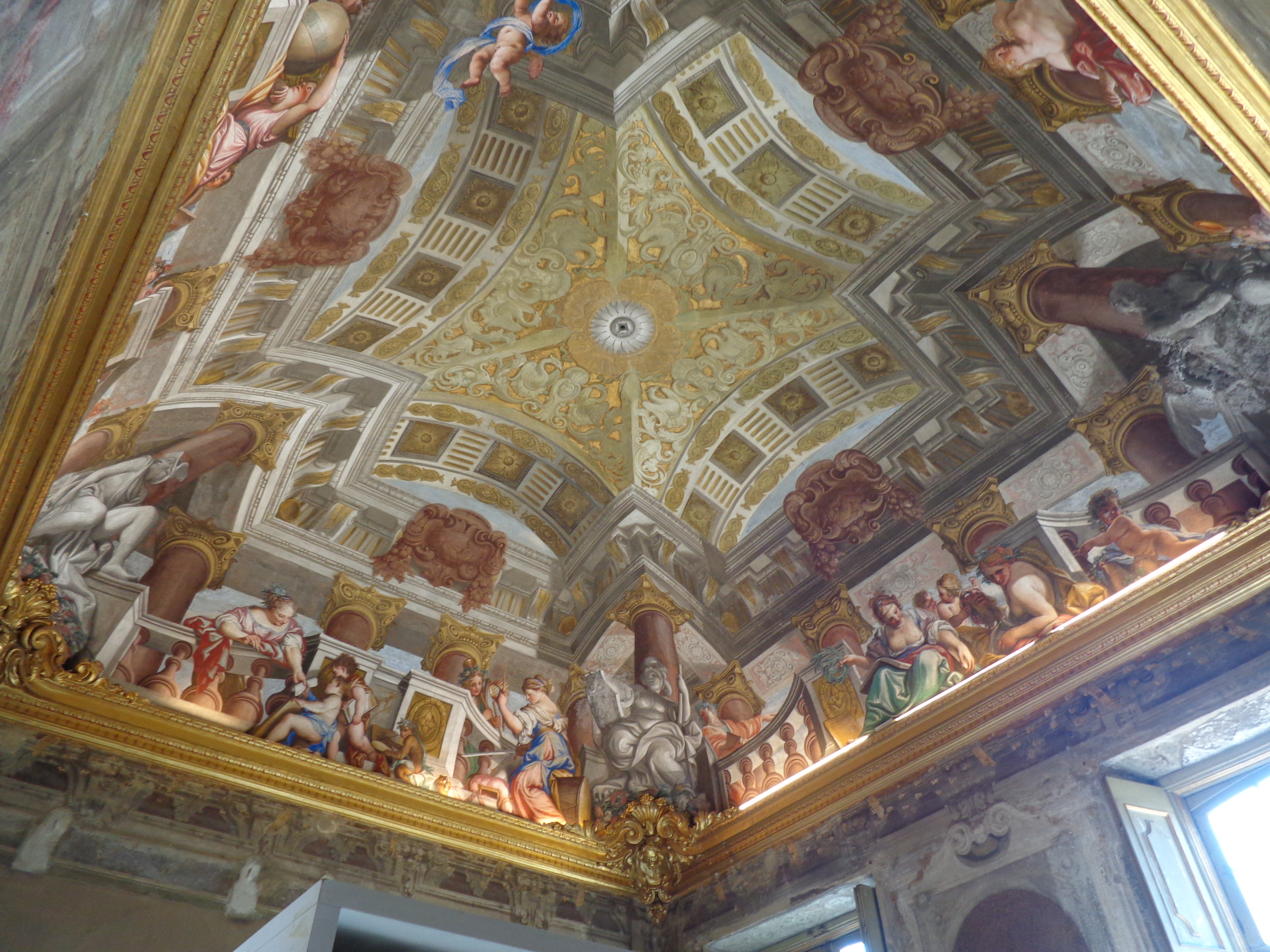
Плафон «Зала с Аполлоном и музами». Фрески Доменико Пиолы и Грегорио де Феррари
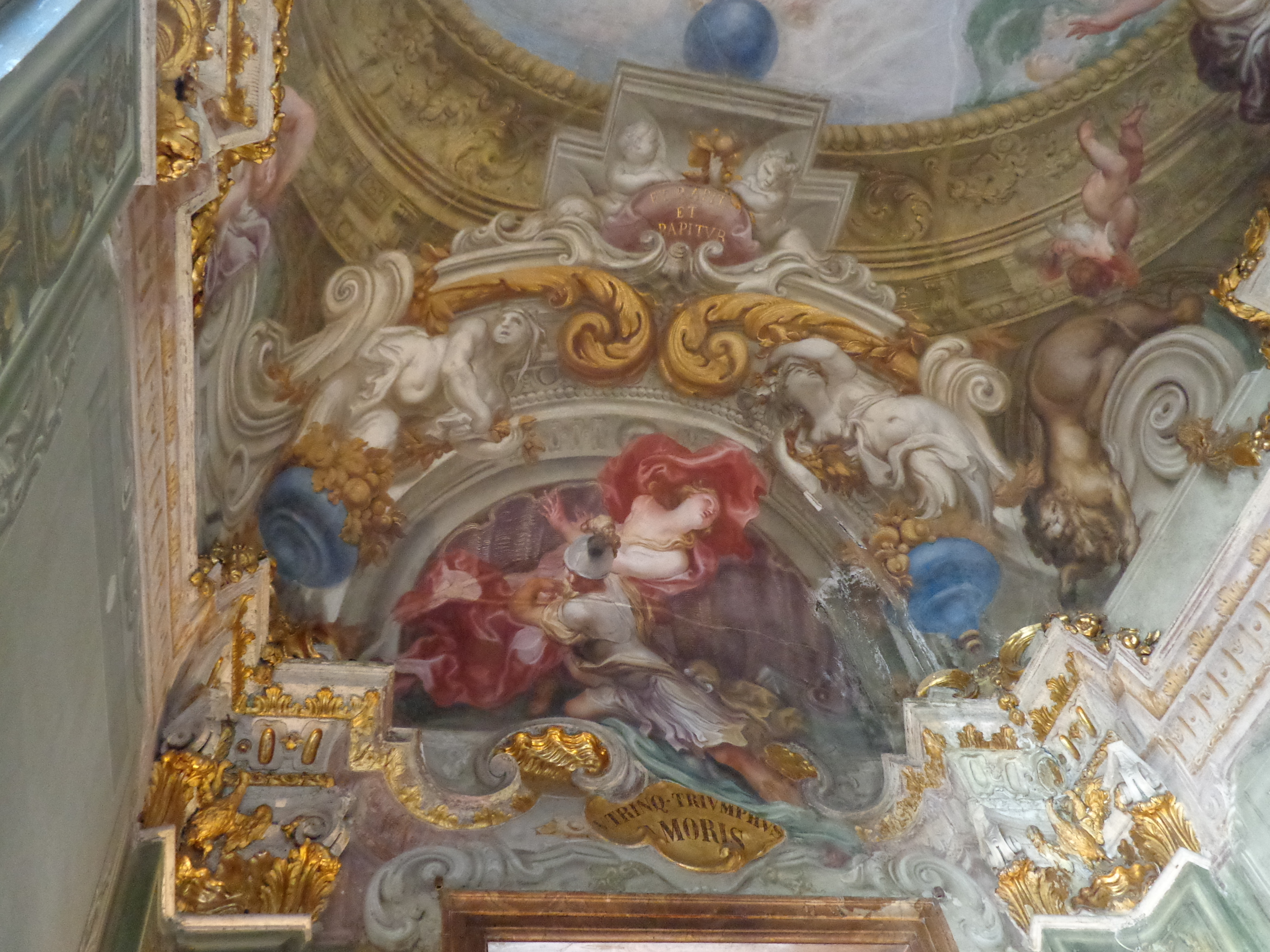
Роспись свода Галереи «Триумфов любви». Деталь. Грегорио де Феррари
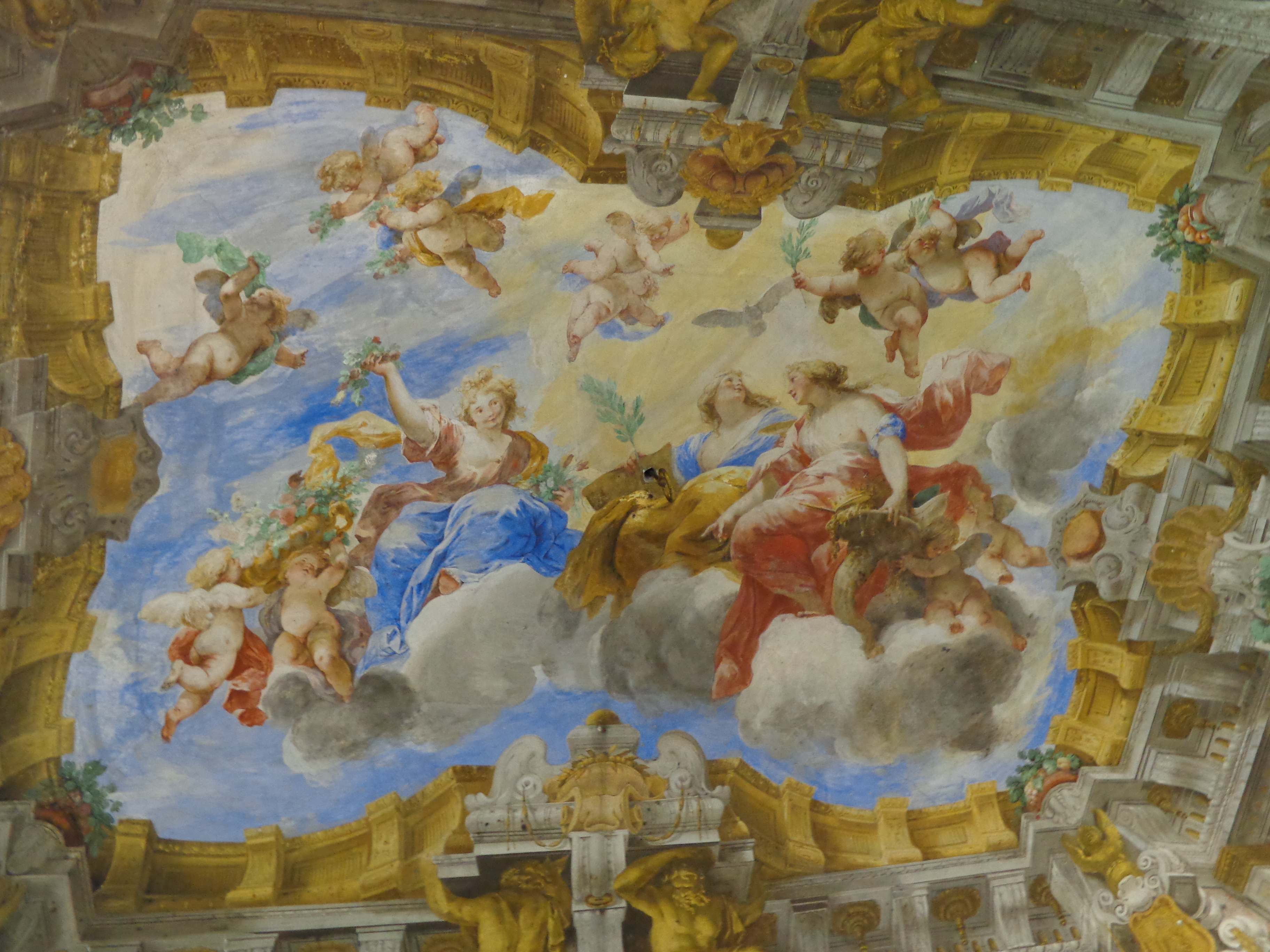
Перспективный плафон «Зала мира». 1656. Валерио Кастелло
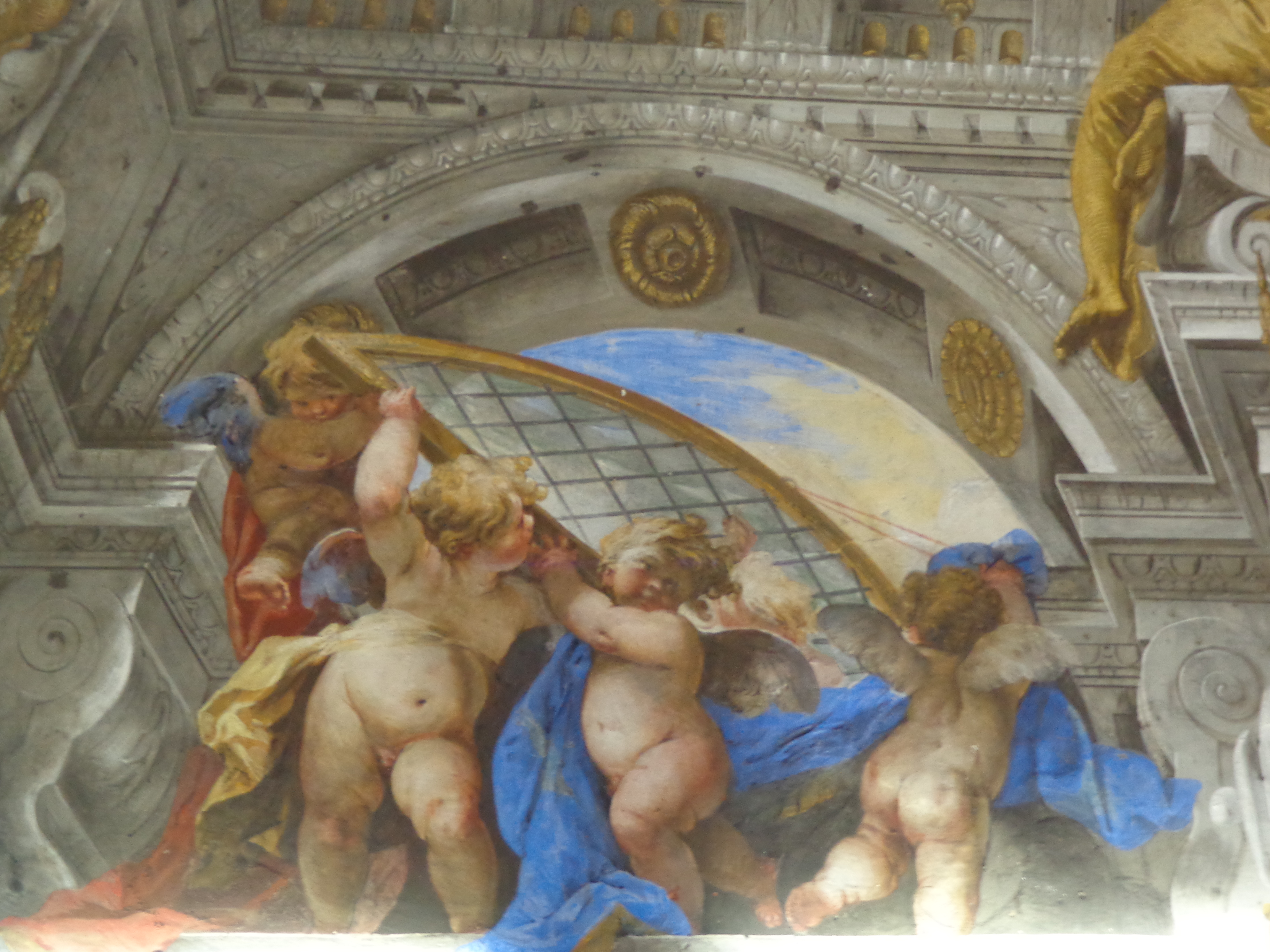
Деталь росписи